# Blue Bendy
Blue Bendy es una banda de indie rock británica. Comenzaron a hacer música post-punk después de que el vocalista Arthur Nolan y el guitarrista Joe Nash se mudaron de Scunthorpe a Londres, y luego gravitaron hacia su propio estilo. Gran parte de su trabajo varía en su género, y su álbum debut So Medieval alterna entre géneros como el indie rock, el post-punk, el indie barroco y el post-rock.

## Carrera

### 2017–2022: inicios yMotorbike
Blue Bendy comenzó en 2017, después de que el vocalista Arthur Nolan y el guitarrista Joe Nash se mudaran de Scunthorpe a Londres. Comenzaron creando música post-punk; Nolan le dijo más tarde a The Guardian que estaban tratando de emular a Wire «antes de que el post-punk se volviera tan letárgico y basural». Según Nash, «no pensaron demasiado» en el nombre de la banda y «sólo querían algo que llamara la atención de alguien». Después de que Olivia Morgan, Sam Wilson, Harrison Charles y Oscar Tebbutt se unieron a la banda, comenzaron a orientarse más hacia su propio estilo.
La banda evitó lanzar música hasta febrero de 2019, cuando lanzaron el sencillo «Closing Sound» en el sello Permanent Creeps. En agosto de ese año lanzaron un sencillo inspirado en la década de 1990, «Suspension». Lanzaron dos sencillos más: «International» en 2020 y «Glosso Babel» en 2021, antes de mudarse al sello Practise Music en agosto de 2021 y lanzar el sencillo «A Celebration».
En octubre de 2021, Blue Bendy anunció su primer EP, Motorbike, y simultáneamente lanzó el sencillo «Spring 100». El EP de cuatro pistas se lanzó en febrero de 2022; fue descrito por Hard of Hearing Magazine como que sonaba como Pavement the band [and] pavement the surface («Pavement la banda [y] pavimento la superficie»).
A principios de 2022, Sam Wilson dejó la banda y fue reemplazado en el bajo por Oliver Nolan.

### 2023-presente:So Medieval
En abril de 2023, Blue Bendy lanzó el sencillo «Cloudy». El siguiente sencillo que lanzaron fue «Mr. Bubblegum» en octubre, y también anunciaron que se mudarían al sello The State51 Conspiracy. En enero de 2024, anunciaron su álbum debut, So Medieval, con el lanzamiento del sencillo «Come On Baby, Dig!». Antes del álbum se lanzó un sencillo más: «The Day I Said You'd Died (He Lives)», en marzo.
So Medieval se lanzó el 12 de abril de 2024. Recibió críticas generalmente positivas de los críticos, incluyendo un 8.0/10 de Pitchfork. Roisin O'Connor de The Independent escribió que «nunca parece desordenado, a pesar de su profunda cacofonía de instrumentos».

## Estilo musical
Blue Bendy está inspirado en artistas como Iceage, Grateful Dead, Suzanne Vega y Soul II Soul, así como en el programa de televisión Gogglebox. Aunque comenzaron creando música post-punk, su EP Motorbike fue descrito por Pitchfork como «rock monólogo» e «indie-pop con palmas», y Nolan declaró después del lanzamiento de So Medieval que «el género está muerto en lo que a nosotros respecta. Este álbum trata sobre la muerte de la pureza, abrazando los contrastes y todo siendo un gran crisol». Según Brad Harris de Hard of Hearing Magazine, la banda se ha «vuelto más rara y más pop y más rara y más pop». Se ha descrito a So Medieval como art rock y post-punk, con la canción principal que contiene «indie barroco delicado» y la canción «Cloudy» cayendo en el género del post-rock.
Las letras de Blue Bendy son a menudo irónicas, y Pitchfork elogió su «absurdez inexpresiva». Algunas de sus canciones integran referencias a la cultura pop, como la canción «I'm Sorry I Left Him To Bleed» que hace referencia a Kendall Roy, un personaje de la serie de televisión Succession. A pesar de su absurdo, las letras de Blue Bendy abordan temas como el miedo existencial y la moralidad.

## Miembros

### Miembros actuales
- Arthur Nolan – voz
- Olivia Morgan – teclado
- Harrison Charles – guitarra
- Oliver Nolan – bajo
- Oscar Tebbutt – batería
- Joe Nash – guitarra

### Miembros anteriores
- Sam Wilson – bajo [2]

## Discografía

### Álbumes
- So Medieval (2024) [15]

### EP
- «Closing Sound» (2019) [3]
- «Suspension» (2019)  [4]
- «International» (2020) [5]
- «Glosso Babel» (2021) [6]
- «A Celebration» (2021) [7]
- «Spring 100» (2021) [8]
- «Cloudy» (2023) [11]
- «Mr. Bubblegum» (2023) [12]
- «Come On Baby, Dig!» (2024) [14]
- «The Day I Said You'd Died (He Lives)» (2024) [14]